# Кингмен (тауншип, Миннесота)
Ки́нгмен (англ. Kingman) — тауншип в округе Ренвилл, Миннесота, США. На 2000 год его население составило 252 человека.

## География
По данным Бюро переписи населения США площадь тауншипа составляет 94,3 км², из которых 94,3 км² занимает суша, водоёмов нет.

## Демография
По данным переписи населения 2000 года здесь находились 252 человека, 82 домохозяйства и 71 семья. Плотность населения — 2,7 чел./км². На территории тауншипа расположено 86 построек со средней плотностью 0,9 построек на один квадратный километр. Расовый состав населения: 99,60 % белых, 0,40 % — других рас США. Испанцы или латиноамериканцы любой расы составляли 0,40 % от популяции тауншипа.
Из 82 домохозяйств в 41,5 % воспитывались дети до 18 лет, в 80,5 % проживали супружеские пары, в 2,4 % проживали незамужние женщины и в 12,2 % домохозяйств проживали несемейные люди. 8,5 % домохозяйств состояли из одного человека, при том 3,7 % из — одиноких пожилых людей старше 65 лет. Средний размер домохозяйства — 3,07, а семьи — 3,28 человека.
33,7 % населения — младше 18 лет, 4,0 % — в возрасте от 18 до 24 лет, 26,2 % — от 25 до 44, 26,2 % — от 45 до 64, и 9,9 % — старше 65 лет. Средний возраст — 36 лет. На каждые 100 женщин приходилось 103,2 мужчин. На каждые 100 женщин старше 18 приходилось 108,8 мужчин.
Средний годовой доход домохозяйства составлял 46 750 долларов, а средний годовой доход семьи — 46 250 долларов. Средний доход мужчин — 24 609 долларов, в то время как у женщин — 22 500. Доход на душу населения составил 19 667 долларов. За чертой бедности находились 2,7 % семей и 2,9 % всего населения тауншипа.